# Joanna Sakowicz-Kostecka
Joanna Sakowicz-Kostecka (født 1. maj 1984 i Krakov, Polen) er en professionel tennisspiller fra Polen.
Joanna Sakowicz-Kostecka højeste rangering på WTA single rangliste var som nummer 138, hvilket hun opnåede 9. oktober 2006. I double er den bedste placering nummer 312, hvilket blev opnået 23. juni 2003.